# Byrrhinus peguensis
Byrrhinus peguensis är en skalbaggsart som beskrevs av Maurice Pic 1923. Byrrhinus peguensis ingår i släktet Byrrhinus och familjen lerstrandbaggar. Inga underarter finns listade i Catalogue of Life.